# Mago fonsecai
Mago fonsecai är en spindelart som beskrevs av Soares, Camargo 1948. Mago fonsecai ingår i släktet Mago och familjen hoppspindlar. Inga underarter finns listade i Catalogue of Life.